# 三重県道701号御麻生薗豊原線
三重県道701号御麻生薗豊原線（みえけんどう701ごう みおぞのとよはらせん）は、三重県松阪市内を通る一般県道である。「御麻生薗」は頻繁に「御麻生園」と誤記される。

## 概要

### 路線データ
- 起点：松阪市御麻生薗町（三重県道700号小片野駅部田線接続点）
- 終点：松阪市豊原町（豊原町交差点）
- 総延長：11.837km

## 歴史
起点から中万町（ちゅうまちょう）までの区間は1964年（昭和39年）12月14日まで存在した三重電気鉄道松阪線（松阪電気鉄道）の跡地を道路にしたものである。当時の運行経路を三重交通バス路線が継承する形で現在も運行されている。
路線認定は1959年（昭和34年）1月25日である。

## 重複区間
- 三重県道37号鳥羽松阪線：松阪市豊原町

## 地理

### 通過する自治体
- 三重県松阪市

### 接続する道路
- 三重県道700号小片野駅部田線：起点
- 三重県道160号松阪多気線：松阪市射和町（射和町交差点）
- 国道42号（松阪多気バイパス）：松阪市射和町（中万町交差点）
- 三重県道37号鳥羽松阪線：終点

### 沿線
- 飯野高宮神山神社
- 神山 (松阪市)
- 松阪市立射和小学校

## その他
- 国土交通省によって「事故危険箇所」の一つにこの道路の「豊原南交差点」が指定されている[2]。

## 参考資料
- 『県別マップル24 三重県道路地図』（昭文社、2009年3版1刷発行、ISBN 978-4-398-62474-1 、53,54ページ）